# Frans Roemgens
Frans 'Jung' Roemgens (14 juni 1944 – 13 februari 2018) was een Nederlands voetballer.

## Loopbaan
De middenvelder stond onder contract bij Roda JC, Willem II en Fortuna SC. In 1983 sloot hij zijn actieve carrière af bij derdeklasser Bilzerse VV. Hij trainde later onder meer SVB, RKHBS, RKVV Heilust, RKMVC, RKTSV en Germania Teveren. Zijn zoon Dave Roemgens werd ook voetballer.
Hij overleed in 2018 op 73-jarige leeftijd.

## Carrièrestatistieken
| Seizoen         | Club            | Land            | Competitie       | Competitie | Competitie | Beker | Beker | Internationaal | Internationaal | Overig | Overig | Totaal | Totaal |
| Seizoen         | Club            | Land            | Competitie       | Wed.       | Dlp.       | Wed.  | Dlp.  | Wed.           | Dlp.           | Wed.   | Dlp.   | Wed.   | Dlp.   |
| --------------- | --------------- | --------------- | ---------------- | ---------- | ---------- | ----- | ----- | -------------- | -------------- | ------ | ------ | ------ | ------ |
| 1964/65         | Roda JC         | Nederland       | Tweede divisie B | –          | 0          | –     | 0     | 0              | 0              | 0      | 0      | –      | 0      |
| 1965/66         | Roda JC         | Nederland       | Tweede divisie B | –          | 1          | –     | 0     | 0              | 0              | 0      | 0      | –      | 1      |
| 1966/67         | Willem II       | Nederland       | Eredivisie       | –          | 0          | –     | 0     | 0              | 0              | 0      | 0      | –      | 0      |
| 1967/68         | Willem II       | Nederland       | Eerste divisie   | –          | 2          | –     | 0     | 0              | 0              | 0      | 0      | –      | 2      |
| 1968/69         | Willem II       | Nederland       | Eerste divisie   | –          | 0          | –     | 0     | 0              | 0              | 0      | 0      | –      | 0      |
| 1969/70         | Willem II       | Nederland       | Eerste divisie   | –          | 0          | –     | 0     | 0              | 0              | 0      | 0      | –      | 0      |
| 1970/71         | Fortuna SC      | Nederland       | Eerste divisie   | –          | –          | –     | 0     | 0              | 0              | 0      | 0      | –      | –      |
| 1971/72         | Fortuna SC      | Nederland       | Eerste divisie   | –          | –          | –     | 0     | 0              | 0              | 0      | 0      | –      | –      |
| 1972/73         | Fortuna SC      | Nederland       | Eerste divisie   | –          | –          | –     | 0     | 0              | 0              | 0      | 0      | –      | –      |
| 1973/74         | Fortuna SC      | Nederland       | Eerste divisie   | –          | –          | –     | 0     | 0              | 0              | 0      | 0      | –      | –      |
| 1974/75         | Fortuna SC      | Nederland       | Eerste divisie   | –          | –          | –     | 0     | 0              | 0              | 0      | 0      | –      | –      |
| 1975/76         | Fortuna SC      | Nederland       | Eerste divisie   | –          | –          | –     | 0     | 0              | 0              | 0      | 0      | –      | –      |
| 1976/77         | Fortuna SC      | Nederland       | Eerste divisie   | –          | –          | –     | 0     | 0              | 0              | 0      | 0      | –      | –      |
| 1977/78         | Willem II       | Nederland       | Eerste divisie   | –          | –          | –     | 0     | 0              | 0              | 0      | 0      | –      | –      |
| 1978/79         | Willem II       | Nederland       | Eerste divisie   | –          | –          | –     | 0     | 0              | 0              | 0      | 0      | –      | –      |
| 1979/80         | Willem II       | Nederland       | Eredivisie       | –          | –          | –     | 0     | 0              | 0              | 0      | 0      | –      | –      |
| 1980/81         | Willem II       | Nederland       | Eredivisie       | –          | –          | –     | 0     | 0              | 0              | 0      | 0      | –      | –      |
| Carrière totaal | Carrière totaal | Carrière totaal | Carrière totaal  | –          | –          | –     | 0     | 0              | 0              | 0      | 0      | –      | –      |